# Nikola Šubić Zrinski
Grof Nikola Šubić Zrinski ili Nikola IV. Zrinski (na mađarskom: Zrínyi Miklós) (Zrin, oko 1508. – Siget, 7. rujna 1566.), bio je hrvatski državnik i vojskovođa, jedan od najslavnijih velikana hrvatske i mađarske povijesti, član velikaške obitelji Zrinski. 

## Životopis
Nikola Šubić Zrinski, prema nekim povjesničarima Nikola Zrinski - Sigetski, Nikola Zrinski stariji ili pak Nikola (IV.) Zrinski (jer je u rodoslovlju obitelji Zrinski četvrti po redu s tim imenom), bio je sin Nikole (III.) Zrinskog i krbavske kneginje Jelene Karlović, sestre (kasnijeg) hrvatskog bana Ivana Karlovića. Njegov otac bio je zagovornik habsburške struje, tj. izbora Habsburgovaca za kraljeve Hrvatske i Ugarske, te je već u njegovo vrijeme počeo uspon obitelji Zrinski. Vrhunac uspona dogodit će se upravo u vrijeme Nikole IV. koji će nastaviti stopama svog oca u vidu potpore obitelji Habsburg te će steći mnogobrojne posjede.
Nikola je ratovao protiv Osmanlija još od svoje rane mladosti i prošao kroz mnogobrojne okršaje. Kao vješt vojnik istaknuo se već u svojoj 21. godini u obrani Beča 1529. godine, car Karlo V. nagradio ga je tada konjem i zlatom.:str. 10. Godine 1539. našao se usred sukoba kralja Ferdinanda s Ivanom Katzianerom. Naime, Katzianer je doživio poraz kod Osijeka 1537.  godine, te je optužen za veleizdaju, ali je pobjegao. Najprije se sklonio u Susedgrad, ali ga je ubrzo napustio zbog nesigurnosti, te je došao kod Zrinskih koji su mu dali utvrdu Kostajnica na uživanje dok ne dogovori mir s kraljem Ferdinandom.:str. 63. Međutim umjesto pregovora s kraljem Katzianer se upustio u pregovore s Osmanlijama te je pokušao pridobiti i Zrinske. Kada je Nikola odbio svaku suradnju s Osmanlijama Katzianer je zaprijetio da će predati Kostajnicu sultanu. Braća Ivan i Nikola Zrinski sastali su se s Nikolom Jurišićem 9. srpnja 1539. godine u Ivaniću kako bi raspravili što dalje s Katzianerom. Dogovoreno je kako će kralj dati braći slobodno pismo kojim im oprašta sve počinjene grijehe te su dogovorene predaje i potvrde prava na neke gradove.:str. 138. U konačnici je Nikola dao naredbu da se Katzianera ubije, a naredba je izvršena 27. listopada iste godine u Kostajnici, nakon što su ga poslije večere ubila dvojica Nikolinih sluga.:str. 63 - 64.:str. 138.
Osobito se proslavio 1542. godine kad je s 400 Hrvata spasio Peštu od sigurne propasti. Građani i suvremenici su naveliko slavili njegovo junaštvo, govoreći da ga je sam Bog poslao. Zbog njegovog junaštva i Jurišićeve potpore, car i kralj Ferdinand I., 24. prosinca 1542. godine, izabrao ga je za hrvatskoga bana.
Dana 17. lipnja 1543. godine vjenčao se je s Katarinom Frankopan, sestrom kneza Stjepana Frankopana Ozaljskog. U tom braku rodilo im se mnogo djece, od kojih je najpoznatiji Juraj (IV.) Zrinski. Među Nikolinim potomcima najznačajniji su njegov unuk Juraj (V.) Zrinski, te praunuci Nikola i Petar. Njegova kćer Katarina Zrinski je bila prva supruga ugarskog palatina Györgya Thurzó (1567. – 1616.).
Godine 1546. Nikola je, kao nadoknadu za dug od 20 000 forinti te vojne zasluge, dobio Međimurje, sjeverni dio Varaždinske županije. Na Međimurje je prava polagala i obitelj Keglević, ali je naposljetku uz potporu kralja Nikola izašao kao pobjednik u sukobu.:str. 16. Od tog vremena Zrinski se počinju brinuti za Ugarsku jednako kao i za Hrvatsku, a Međimurje im je postalo najvažniji posjed o čemu najbolje govori prebacivanje središta obitelji u Čakovec te novi grb obitelji koji od 1554. godine sadrži i grb Ernušta Čakovečkih, bivših gospodara Međimurja.:str. 69.:str. 25 - 26. Čakovec će se nalaziti u posjedu obitelji Zrinski sve do njihova izumiranja (krajem 17. i početkom 18. stoljeća).
Godine 1556. Nikola je bio jedan od ljudi koji su slomili prvu opsadu Sigeta, istog onog grada kojega će i sam braniti deset godina kasnije. Međutim iste te godine izgubio je Nikola gradove Kostajnicu i Novi, a 1550-ih godina Zrinski su izgubili posjede u Pounju.:str. 69.:str. 25 - 26. U isto to vrijeme Zrinski je radio na prebacivanju svojih posjeda sjeverno, u sigurnija područja, a dio starijih, južnih (sada ugroženih posjeda), istrgovao je s obitelji Erdody. Zrinski su se tada u potpunosti okrenuli sjeveru, a Međimurje u tom vremenu postaje posebno važno te se na granicama Međimurja gradi cijeli niz utvrda kako bi se ovaj posjed zaštitio od Osmanlija.
Za vrijeme svoga banovanja, Zrinski je spasio "ostatke ostataka" (lat. "reliquiae reliquiarum") hrvatskog kraljevstva od sigurne propasti. Uspješno je ratovao i dobio velik broj bitaka. Godine 1556. Zrinski se odrekao banske časti jer je kralj Ferdinand povjerio zapovjedništvo nad dijelom banske zemlje Ivanu Lenkoviću i tako udario temelje kasnijoj Vojnoj krajini,:str. 71. te je savjetovao kralju Ferdinandu I. neka postavi Petra Erdődya za novog bana. Kralj je teška srca ispunio zahtjev Zrinskog, ali mu je ipak udovoljio i otpustio ga je u najvećoj milosti imenujući ga pritom meštrom kraljevskih tavernika (rizničara). 
Nikola se fokusirao na obranu svojih sjevernih posjeda te je očito presudio kako mu banska čast više neće u tome biti od velike pomoći pa je odlučio odstupiti. Sljedeće godine Zrinski je stekao i vlastelinstvo Monyorokerek, današnji Eberau u Gradišću, na teritoriju ugarske županije Vas.:str. 71. Kako se središte Zrinskih prebacilo na sjever, a najvažnija utvrda sa sjeverne strane Drave bila je Siget, Nikola je na vlastiti zahtjev 1561. godine imenovan kapetanom Sigeta. Svega dvije godine kasnije domogao se i uprave nad zadunavskim okrugom (dio pojasa obrane od Osmanlija). Upravo će u Sigetu, gradu kojeg je sam odlučio braniti, u konačnici položiti život 1566. godine.
Nikola IV. uzdigao je svojom politikom obitelj Zrinski iznad okvira Kraljevine Hrvatske i Slavonije te će od njegovog vremena nadalje obitelj biti dio utjecajne političke elite Kraljevine Ugarske, ali i nadnacionalne elite Habsburške Monarhije.:str. 129. Osim vještom politikom i lojalnošću kralju Ferdinandu Nikola je širio utjecaj obitelji i bračnim vezama. Tako je svoju djecu davao u brakove s utjecajnim obiteljima diljem Habsburške Monarhije. Koliko je obitelj Zrinski postala utjecajna najbolje govore dvije epizode: godine 1563. na krunidbi Maksimilijana II. za hrvatskog i ugarskog kralja Nikola je predvodio pratnju od 3000 konjanika ugarskih i hrvatskih velikaša.:str. 72. Također, povodom pogreba kralja i rimskog cara Ferdinanda, Nikola je nosio kopiju Svete krune u Beč, a njegov sin Juraj nosio je zastavu Kraljevine Ugarske.:str. 134. Sve ove činjenice, od časti koje je Nikola dobio, preko brakova koje je dogovarao, pa sve do rasporeda njegovih posjeda u trenutku smrti 1566. godine, govori u prilog tvrdnji da od sredine 16. st. obitelj Zrinski više nije samo hrvatska plemićka obitelj, već i ugarska plemićka obitelj i jedna od važnijih obitelji u Monarhiji općenito.

## Herojska obrana Sigeta
Godine 1566. sultan Sulejman I., u već dubokoj starosti (72 godini života) s više od 100.000 vojnika i 300 topova na svoj trinaesti pohod, a ukupno sedmi na Ugarsku. Cilj je bio osvajanje Beča koji bi potom poslužio kao polazna točka za daljnja osvajanja. Osim što ga je starost potaknula na jedan zadnji, veliki pohod na Ugarsku, dodatna motivacija bila je i neuspješna osmanska opsada Malte 1565. godine, krvavi i neuspjeli pohod koji nikako nije smio biti zapamćen kao posljednji pohod velikog sultana Osvajača.:str. 155.
Zrinski (tadašnji gospodar Međimurja i zapovjednik Mađarske južno od Dunava) je dobro opskrbio grad, te je prije velike i sudbonosne bitke tražio od svojih 2.500 ratnika, koji su velikim dijelom bili Hrvati, da mu obećaju poslušnost i vjernost do smrti. Prije toga sam je prisegnuo ovim riječima: "Ja Nikola knez Zrinski obećavam najprije Bogu velikomu, zatim njegovu veličanstvu, našemu sjajnomu vladaru i našoj ubogoj domovini i vama vitezovima da vas nikada neću ostaviti, nego da ću s vama živjeti i umrijeti, dobro i zlo podnijeti. Tako mi Bog pomogao!".
Opsada je počela 5. kolovoza i trajala je punih mjesec dana. Kako se sigetska posada junački branila i pritom nanosila teške gubitke osmanskoj vojsci, veliki vezir Sokolović poslao je Zrinskom strelicu s pismom u kojem mu je obećao da će mu darovati čitavu Hrvatsku ako mu preda Siget. Malo poslije Sulejman šalje dokaz Zrinskome da su mu zarobili najstarijeg sina Jurja u Međimurju, te traži da mu preda grad ako ga želi živa, a potom su poslali više pisama na hrvatskom, mađarskom i njemačkom jeziku, u kojima su pozivali branitelje da uludo ne gube glave, nego neka se predaju pa će ih sultan još i nagraditi. Iako su znali kako ne postoje nikakvi izgledi da im pristigne pomoć, Zrinski i branitelji se nisu ni jednog trenutka pokolebali nego su ostali vjerni svojoj prisezi.
Tako su od jutra do mraka branitelji i dalje nastavili uspješno odbijati mnogobrojne juriše, nanoseći teške gubitke osmanskoj vojsci. Sultan Sulejman I. je iznenada umro 4. rujna, ali veliki vezir Mehmed-paša Sokolović vješto je zatajio njegovu smrt, da njegova iscrpljena vojska ne bi izgubila moral. Nakon što su 7. rujna vatrenim strijelama i loptama zapalili grad, Osmanlije su očekivali predaju, ali Zrinski i preživjeli junaci provalili su iz grada, te su junački poginuli, skupo prodajući svoje živote. Nakon što je Juraj Horvat topom napravio prolaz kroz osmansku skupinu kod pokretnog mosta, Nikola Zrinski krenuo je u proboj iz utvrde. Najprije je pucao iz samokresa, a zatim Turke nastavio sjeći sabljom. U neravnopravnoj bitci, Osmanlije su Zrinskog triput pogodili iz arkebuza, dvaput u tijelo i jednom u glavu. Kada je pao s konja, okružili su ga njegovi vitezovi kako bi ga obranili. Među ostalima, poginuli su plemići Vuk Papratović, Nikola Kobač, Petar Patačić i Lovro Juranić.
Mrtvom Nikoli Zrinskom janjičarski je zapovjednik dao odsjeći glavu. Tijelo je pokopao Mustafa Vilić iz Banje Luke, nekadašnji Nikolin zarobljenik. Glavu hrvatskog bana, jednog od najvećih europskih junaka onoga vremena, vezir Mehmed-paša Sokolović poslao je svom bratiću budimskom paši Mustafi. Ovaj ju je, pak, kao opomenu poslao carskom generalu Egonu od Salma. U tabor carske vojske kod grada Jura (Győr) glava Nikole Zrinskog dopremljena je 14. rujna. Nikolinu su glavu 18. rujna preuzeli njegov sin Juraj (IV.) Zrinski, zet Baltazar Batthyány i svak Franjo Tahy. Donijeli su je u Čakovec, a pokopana je u obiteljskoj grobnici Zrinskih u kompleksu pavlinskog samostana u Svetoj Jeleni, lokalitetu nedaleko Čakovca, uz grob Nikoline prve supruge Katarine Frankopanske.

## Svjetska slava
Junačko djelo Nikole Zrinskog, ili kneza Mikule, kako su ga još zvali, izazvalo je divljenje čitave tadašnje Europe, koja ga je nazvala novim Leonidom. Znameniti francuski kardinal Richelieu, ministar na dvoru kralja Luja XIII, napisao je ovo: "Čudo je trebalo da Habsburško Carstvo preživi. I to čudo dogodilo se u Sigetu." Četvorica preživjelih sigetskih branitelja su kasnije otkupljeni, a među njima su bili nećak Zrinskog Gašpar Alapić, te komornik Franjo Črnko, koji je kasnije na hrvatskom (kajkavskom ikavicom i glagoljicom), njemačkom i latinskom jeziku vjerno i potanko opisao sigetsku katastrofu. Kako su iscrpljeni Osmanlije izgubile više od 30.000 vojnika, nije im bilo druge nego odustati od invazije na Beč i Europu.
Nikola Zrinski ml. (1620. – 1664.), praunuk sigetskog junaka, hrvatski državnik i pisac, opisao je u svom epskom djelu pod naslovom Opsada Sigeta herojsku smrt svog pradjeda 1566. godine, koja je ušla u sve povijesne anale 16. stoljeća. Spomenuta poema pisana je na mađarskom jeziku. Iako ju je pisao Hrvat, smatra se jednom od najvećih dostignuća rane mađarske književnosti.
U svojem kapitalnom djelu Razgovor ugodni naroda slovinskoga, koji je više od dvjesto godina bio posve nezaobilazni dio popularne kulture koji se čitao (pjevao) u praktično svakom hrvatskom domu, Andrija Kačić Miošić posvećuje Nikoli Šubiću Zrinskom Pismu od bana Zrinovića i cara Sulemana trećega.
Iz toga vremena postoji jedna izrjeka koja se često pripisuje samom Zrinskom koji je znao da pomoći neće biti i da im nema druge nego držati Siget koliko mogu. Kada su Zrinskog pitali o kraljevskom pojačanju i hoće li uspjeti odbiti Osmanlije, Zrinski je odgovorio: "Bog je visoko, a kralj daleko".
Nikola Šubić Zrinski, "stup i štit hrvatski, grada sigetskog glavar i prvi strah turski vijeka svog" danas se slavi kao najveći hrvatski vojni junak, a danas ga osim nas Hrvata i Mađari smatraju svojim nacionalnim junakom. Među brojnim djelima i mjestima koja su posvećena Zrinskom, posebno se ističu opera "Nikola Šubić Zrinski" i trg Zrinjevac u Zagrebu.
Povodom 500. obljetnice rođenja ovog, kako su ga nazvali, "hrvatskog Leonide", u Čakovcu je podignut spomenik Nikoli Zrinskom, nenadmašnom sigetskom junaku. Brončani kip, visok oko 3 metra, postavljen u perivoju uz velebni dvorac Zrinskih, svečano je, u nazočnosti mnogih visokih uzvanika, dana 6. prosinca 2008. godine otkrio predsjednik Hrvatskoga sabora Luka Bebić.

## Napomena
Plemićka loza Šubići su rod, pleme, gens na latinskom. Šubići su u svojoj povijesti imali više predikata: Bribir, Zrin, Čakovec. Nikola Šubić Zrinski ne postoji kao povijesna osoba. Postoji samo Nikola Zrinski, eventualno s pridjevom Sigetski. Naime, nakon što je Jurju Zrinskom (sinu Mladena II. Šubića) oduzeto dotadašnje obiteljsko središte Ostrovica, Šubići se sele u Zrin (1347.) i pritom odbacuju staro prezime i uzimaju novo, prema novom sjedištu - Zrinski. Od tog vremena, tj. sredine 14. stoljeća, potomci Jurja Zrinskog se nikad ne nazivaju Šubićima, iako su potomci loze Šubića.

## Zanimljivosti
- Nikola Zrinski cijenjen je i poštovan i u dalekom Japanu prije svega zbog svoje časne i "samurajske" smrti. U počast tom činu, japanski muški zborovi nerijetko izvode ariju "U boj" iz Zajčeve opere "Nikola Šubić Zrinjski". U Japan su je donijeli 1919. godine bivši austro-ugarski ratni zarobljenici Čehoslovačke legije koji su se evakuirali iz Sibira, a tijekom rujna i listopada 1919. godine boravili su u Kobeu gdje je američki brod SS Heffron koji ih je prevozio bio na popravku nakon tropske oluje i nasukavanja kod Shimonosekija.[19] Pjesma je danas himna muškog pjevačkog zbora prestižnog japanskog sveučilišta Kwansei Gakuin.[20]
- 26. veljače 2006. godine u dvorani Kokugian u Tokyju, japanski muški zbor od 1000 ljudi, vođen maestrom Katsuaki Kozaijem pjevao je "U BOJ", što je bio rekord takve vrste zborskog pjevanja. Ovaj koncert posjetilo je 10.000 ljudi, a pokrovitelj koncerta, između ostalih, bilo je i hrvatsko veleposlanstvo u Japanu.[21]
- Nikola Šubić Zrinski se u svom životu služio i glagoljicom.
- Tijekom rata u BiH, dvije brigade HVO-a nosile su ime Zrinski, Brigada "Nikola Šubić Zrinski" iz Busovače i 115. brigada "Zrinski" iz Tuzle.
- Odlukom Hrvatskog sabora 2016. godina je proglašena Godinom Nikole Šubića Zrinskog.[22] Ovoj odluci prethodila je rasprava nadležnog saborskog odbora, u kojoj je rečeno: "Mađari ga slave deset puta više od nas - zamjerio je Ilčić, a HDZ-ov Miroslav Tuđman uz osmjeh je dodao kako je razlog tome vjerojatno to što ga oni smatraju svojim."[23] Ovo pripisivanje svjedoče i muzikolozi: "Poput Nikole Šubića Zrinskoga, ti su plemići (Petar Zrinski i Fran Krsto Frankapan) u Mađarskoj bili (jesu) tretirani kao Mađari, a u Hrvatskoj kao Hrvati."[24]

## Vanjske poveznice
- Nikola IV. Zrinski
- Nikola IV. Zrinski (Nikola Šubić Zrinski, Nikola Zrinski Sigetski) - Proleksis enciklopedija
- Pismo Nikole Šubića Zrinskog iz 1544. na glagoljici i njegov sadržaj na www.croatianhistory.net
- Pismo Nikole Šubića Zrinskog iz 1554. na glagoljici na www.croatianhistory.net
- Mala početnica kurzivne glagoljice Stranica sadrži i Nikolin potpis glagoljicom
- Izvori za borbe Hrvata s Turcima, crohis.com, (u međumrežnoj pismohrani archive.org 19. veljače 2012.)

| Nikola Šubić Zrinski Knezovi ZrinskiRođ. 1507.–1508. Umr. 7. rujna 1566. |                          |                              |
| Političke dužnosti                                                       |                          |                              |
| prethodnik Petar Keglević                                                | Hrvatski ban 1542.–1556. | nasljednik Petar II. Erdődy  |
| prethodnik Gábor Perényi                                                 | Tavernik 1557.–1566.     | nasljednik Juraj IV. Zrinski |